# 현풍중학교
현풍중학교(玄風中學校)는 대한민국 대구광역시 달성군 현풍읍 성하리에 있는 사립 중학교이다.

## 학교 연혁
- 1952년 5월 2일 : 재단법인 현풍학원 설립 인가, 김봉출 이사장 취임
- 1952년 7월 25일 : 현풍중학교 설립 인가
- 1953년 6월 26일 : 재단법인 견사학원 설립 인가, 곽수득 이사장 취임
- 1953년 9월 30일 : 최낙철 현풍중학교장 취임
- 1954년 3월 6일 : 현풍고등학교 설립 인가
- 1964년 2월 27일 : 재단법인 현풍학원을 학교법인 현풍학원으로 명의 변경
- 1964년 12월 14일 : 김한곤 이사장 취임(현풍학원 재단 인수)
- 1966년 4월 16일 : 현풍학원을 구암학원으로 명의 변경
- 1966년 8월 17일 : 구암학원과 견사학원 합병(현풍고등학교 인수) , 서영락 중ㆍ고 교장 취임(통합 1대)
- 1969년 11월 30일 : 강당 및 체육관 준공
- 1971년 9월 10일 : 교사(校舍) 준공(4층 14실)
- 1972년 4월 18일 : 구암 김한곤 선생 동상 건립 제막식 거행
- 1988년 2월 9일 : 성곡관(省谷館; 도서관ㆍ시청각실) 준공
- 1989년 8월 21일 : 관리동ㆍ고교동ㆍ중학교동 증ㆍ개축 준공
- 1995년 10월 18일 : 현원학사(기숙사) 준공
- 2004년 6월 30일 : 최억만 이사장 취임
- 2005년 1월 14일 : 태아관(太阿館, 다목적 교실) 준공
- 2016년 3월 2일 : 남녀공학으로 전환
- 2019년 9월 1일 : 조진섭 중ㆍ고 교장 취임
- 2021년 3월 2일 : 신입생 81명 입학

## 참고 자료
- 현풍중학교 - 한국교육학술정보원 학교알리미